# Moskva, ljubov' moja
Moskva, ljubov' moja è un film del 1974, diretto da Aleksandr Mitta e Kenji Yoshida.

## Trama
Yuriko Ono è una giovane promessa ballerina in Giappone. L'opportunità di Yuriko di diventare ballerina professionista arriva quando viene invitata a Mosca per studiare danza classica al Teatro Bolshoi.
Yukiko trova felicità quando si innamora di uno scultore moscovita e vince la concorrenza dei diplomati del Teatro Bolshoi. Ma la sua felicità è breve; una diagnosi di cancro del sangue improvvisamente ostacola il suo percorso di dedizione all'arte e sembra immergere la sua vita in una tempesta ...
La sfortunata ragazza è nata nella capitale di Hiroshima - che ha subito una delle due bombe atomiche dell'esercito americano nel 1945. Dopo giorni di lotta con l'eredità della terribile conseguenza della battaglia, l'ultimo respiro di Yukiko è in un ospedale la città di Mosca, lontana da casa e dai propri cari, muore tra le braccia di un ragazzo russo dalle lacrime agli occhi - nel quale ha affidato il suo cuore.